# Edward De Gryse

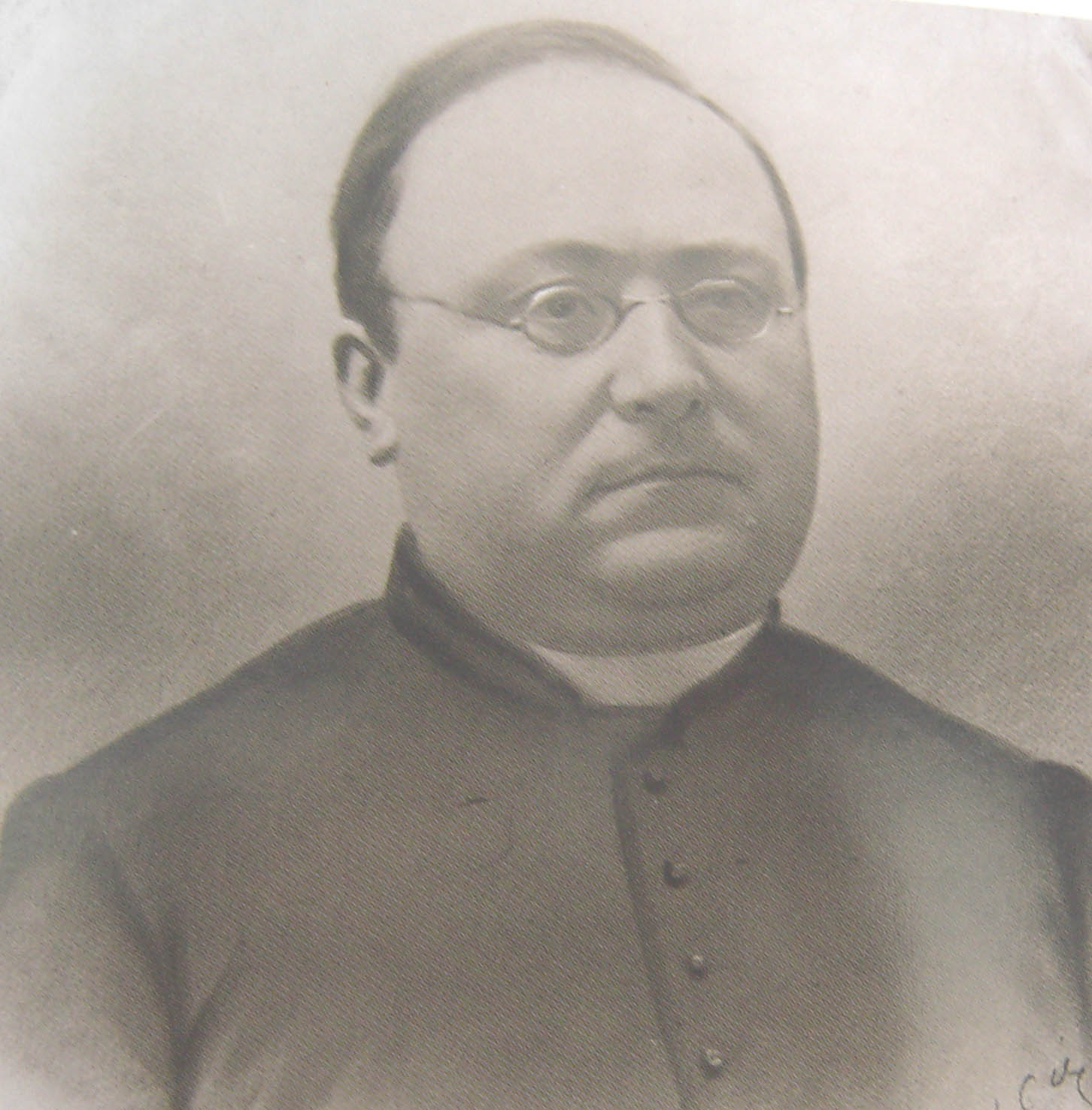
Z.E.H. Edward De Gryse.

Edward (Eduardus) De Gryse (of Degryse) (Roeselare, 16 maart 1848 - Kortrijk, 14 februari 1909), was een sociaal bewogen rooms-katholiek priester en deken in de stad Kortrijk van 1890 tot zijn overlijden. Hij was de zoon van Edward Antoon De Gryse, een bakker uit Roeselare en van Camilla Lobelle. 

## Levensloop
Na zijn middelbare studies aan het Klein Seminarie in Roeselare, waar hij actief was in de 'Vlaamse lettergilde', studeerde hij aan het Groot Seminarie in Brugge en in Rome, waar hij een doctoraat behaalde in de theologie. In 1872 werd hij tot priester gewijd. Van 1874 tot 1884 was hij leraar aan het Klein Seminarie van Roeselare. Hij was er tijdens de Groote Stooringe van 1875 die geleid werd door onder meer Albrecht Rodenbach. Hij volgde de inspanningen voor vervlaamsing van nabij, maar hield zich eerder afzijdig. Hij ging wel, samen met Hugo Verriest, naar de bisschop om hem de toestand uit te leggen. Hij was ook actief in de Gilde van Sint-Lutgarde. Op 3 decembere 1883 sprak hij tijdens een plechtige dienst in de Sint-Michielskerk ter nagedachtenis van Hendrik Conscience de lijkrede uit.
Van 1884 tot 1889 doceerde hij in Brugge dogmatiek aan het Grootseminarie. In 1890 werd hij pastoor-deken in Kortrijk, wat hij bleef tot aan zijn dood. Hij was vanaf 1891 erevoorzitter van het Groeningecomité dat in 1902 een monument oprichtte ter gedachtenis van de Guldensporenslag. Hij stichtte in 1903 de 'Geschied- en Oudheidkundige Kring' van Kortrijk.

## Sociaal en Vlaams
In de strijd voor de vernederlandsing van het onderwijs hield De Gryse zich eerder op de vlakte. In de discussies over het wetsvoorstel Edward Coremans voor de vernederlandsing van het vrij middelbaar onderwijs aarzelde hij om partij te kiezen.
Hij zette zich méér in voor zijn overtuigingen betreffende de sociale problematiek, waarbij hij zich als een voorloper toonde van de pauselijke encycliek Rerum Novarum. Zijn overtuigingen deelde hij mee in zijn boek Vaderlandsch recht en Revolutie uit 1881, dat beschouwd werd als een eerste grondige christelijke maatschappelijke visie in Vlaanderen. Het boek werd ook in het Frans gepubliceerd. Toen Rerum Novarum gepubliceerd werd was hij er een actief voorstander van. Hij was in 1891 medeoprichter en voorzitter van de Kortrijkse 'Gilde van Ambachten en Neringen'. 
Zijn sociaal engagement werd door de bisschoppen Johan Joseph Faict, Petrus De Brabandere en Gustavus Josephus Waffelaert met enige argwaan bekeken en leverde hem soms aanmaningen tot voorzichtigheid op. Bij het overlijden van Faict en De Brabandere zou Edward De Gryse genoemd zijn geweest als mogelijke opvolger, alhoewel het niet abnormaal was dat de vicarissen-generaal De Brabandere en Waffelaert de voorkeur kregen boven een pastoor-deken.

## Publicaties
- Elementa philosophiae, Roeselare, 1880
- Katholieke kerk en christene volksschool, Roeselare, J. De Meester, 1880
- Vaderlandsch recht en revolutie, verhandelingen over de sociale questien van heden, 3 delen, Roeselare, Julius Demeester, (drukkerij Sint Augustinus Brugge), 1881
- Notre droit national et la révolution, Roeselare, J. De Meester, 1882
- De Hexaemeron: Secundum caput primum geneseos ad litteram (in het Nederlands verschenen als Het eerste hoofdstuk der Genesis), Brugge, Beyaert, 1888.
- De contractu conductionis, Roeselare, J. De Meester, 1895
- De Vlamingen te Kortrijk in 1302: wat zij waren en wat zij deden, Roeselare, J. De Meester, 1902
- De zending der Vlaamsche universiteitsjeugd, drie voordrachten gehouden te Leuven voor de studenten van St. Thomasgenootschap, A. Siffer, 1905
- Reis in het Oosten, Ieper, Callewaert-De Meulenaere, 1908
- Voyages en Orient : Grèce, Palestine, Egypte, Ieper, Callewaert-De Meulenaere, 1909